# Boeing VC-25
El Boeing VC-25 es un avión de transporte diseñado por el fabricante aeronáutico Boeing. Es un derivado del avión de pasajeros Boeing 747-200B, siendo empleado por la Fuerza Aérea de los Estados Unidos.
El VC-25 es conocido por su papel como Air Force One, el indicativo que da el control del tráfico aéreo a cualquier aeronave de la Fuerza Aérea de los Estados Unidos que transporte al Presidente de los Estados Unidos.

## Desarrollo
Hacia el año 1985, la pareja compuesta por los dos Boeing VC-137, que estaban siendo empleados como transporte presidencial, habían alcanzado los 23 y 13 años en servicio respectivamente, y la USAF comenzó la búsqueda de una aeronave que las reemplazase en el servicio. La petición para una nueva aeronave requería de un aparato que no tuviese menos de 3 motores y que tuviese un alcance superior a las 6000 millas (9656,0 km). A esta petición se presentaron la propuesta de Boeing con su 747 y la de McDonnell Douglas con el DC-10, siendo finalmente seleccionada la aeronave de Boeing.  La fabricación de los Boeing 747 comenzó durante el mandato presidencial de Ronald Reagan (1981-1989). Reagan realizó un pedido por dos unidades Boeing 747 similares, que reemplazasen a los VC-137 que empleaba como avión de transporte.

## Operadores
Estados Unidos
- Fuerza Aérea de los Estados Unidos

## Especificaciones (VC-25A)
Referencia datos: Boeing BDS

### Características generales
- Tripulación: 26: 2 pilotos, ingeniero de vuelo, navegador y tripulación de cabina
- Capacidad: 76 pasajeros
- Longitud: 70,6 m (231,6 ft)
- Envergadura: 59,6 m (195,5 ft)
- Altura: 19,3 m (63,3 ft)
- Peso vacío: 217 951 kg (480 364 lb)
- Peso máximo al despegue: 375 000 kg (826 500 lb)
- Planta motriz: 4× turbofán General Electric CF6-80C2B1.
  - Empuje normal: 250 kN (25 493 kgf; 56 203 lbf) de empuje cada uno.

### Rendimiento
- Velocidad máxima operativa (Vno): Mach 0,92 (1015 km/h) a 10 668 m de altitud
- Velocidad crucero (Vc): Mach 0,84 (925 km/h) a 10 668 m de altitud
- Alcance: 13 000 km (7019 nmi; 8078 mi)
- Techo de vuelo: 13 700 m (44 948 ft)

## Aeronaves relacionadas

### Desarrollos relacionados
- Boeing 747
- Boeing E-4

### Aeronaves similares
- Boeing C-137 Stratoliner
- Boeing C-32
- Boeing C-40 Clipper

### Secuencias de designación
- Secuencia C-_ (Aviones de Carga estadounidenses, 1962-presente): ← C-22 - C-23 - C-24 - C-25 - C-26 - C-27/J - C-28 →